# 曹錕

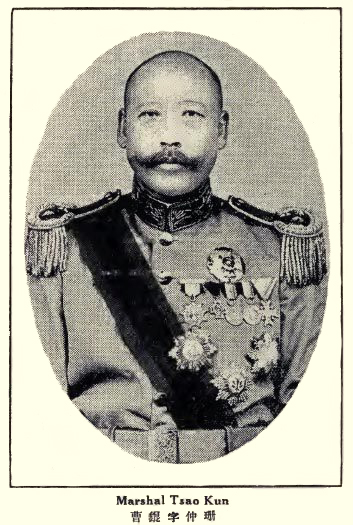

曹錕（1862年12月12日—1938年5月17日），字仲珊，清末直隶省天津府天津县大沽口人，中华民国政治及军事人物，中華民國陸軍一級上將，民国北京政府軍上将军（直系），曾靠贿选当选第三任中华民国大总统。

## 生平

### 早年生活
曹錕出生於一个贫穷的排船工（即造船工）家庭。年轻时，曹錕曾当布贩，四处贩布。1882年，投淮军当兵。1885年，入天津武备学堂。1890年毕业后，任宋庆所部毅军的哨官。1895年，转入天津小站投奔袁世凯，任营帮带。袁世凯任直隶总督后，1902年曹锟被任命为直隶常备军右翼步队第十一营管带。1903年，任京旗常备军（之後改为陆军第一镇）第一协统领。1907年，升任陆军第三镇统制。
1911年，曹锟授副都统。武昌起义爆发后，时任清陆军第三镇统制的曹锟奉命率部进攻山西革命军。1912年1月调防北京。1912年2月，曹錕改称陆军第三师师长，纵兵发动北京兵变，使袁世凯拒绝赴南京就任临时大总统有了借口。
1914年4月，曹锟任长江上游警备司令。1915年，曹锟上书请改国体，拥袁称帝。1915年10月，获授将军府虎威将军。袁世凯称帝后，曹锟获封一等伯爵。1916年，率部赴四川镇压护国军。1916年9月，任直隶督军。1917年5月23日，总理段祺瑞被免职，曹锟响应安徽、河南、浙江数省独立宣告，在6月1日宣布与中央脫离关係。7月，参与張勳復辟，旋即又随段祺瑞讨伐张勳，任西路讨逆军总司令。1917年7月，任直隶督军兼省长。1918年，奉命南下同护法军作战。
1919年12月冯国璋逝世后，曹锟成为直系的首领。1920年7月，曹锟在直皖战争中击败皖系，與奉系共同掌握北京政府。1920年9月，任直鲁豫巡阅使。1922年，在第一次直奉战争中击败奉系，使得直系独自控制北京政府。

### 贿选
1922年第一次直奉战争，直系获胜，独自控制北京政府。此后，曹錕首先逼退大总统徐世昌，迎原任大总统黎元洪复职，并使黎元洪成为其傀儡，期間北京政府六度更换閣揆。同时，随着直系内部吴佩孚的崛起，形成曹錕领导的直系保定派和吴佩孚的洛陽派。雖然吴佩孚不赞成曹锟出任大总统，但曹錕仍在直系内部处于优势地位，且其出任大总统的计划，通过美国驻华公使的工作，獲得了美國政府的支持，1923年6月，美国总统沃伦·盖玛利尔·哈定发表支持中国統一的声明（随后哈定于同年8月逝世）。

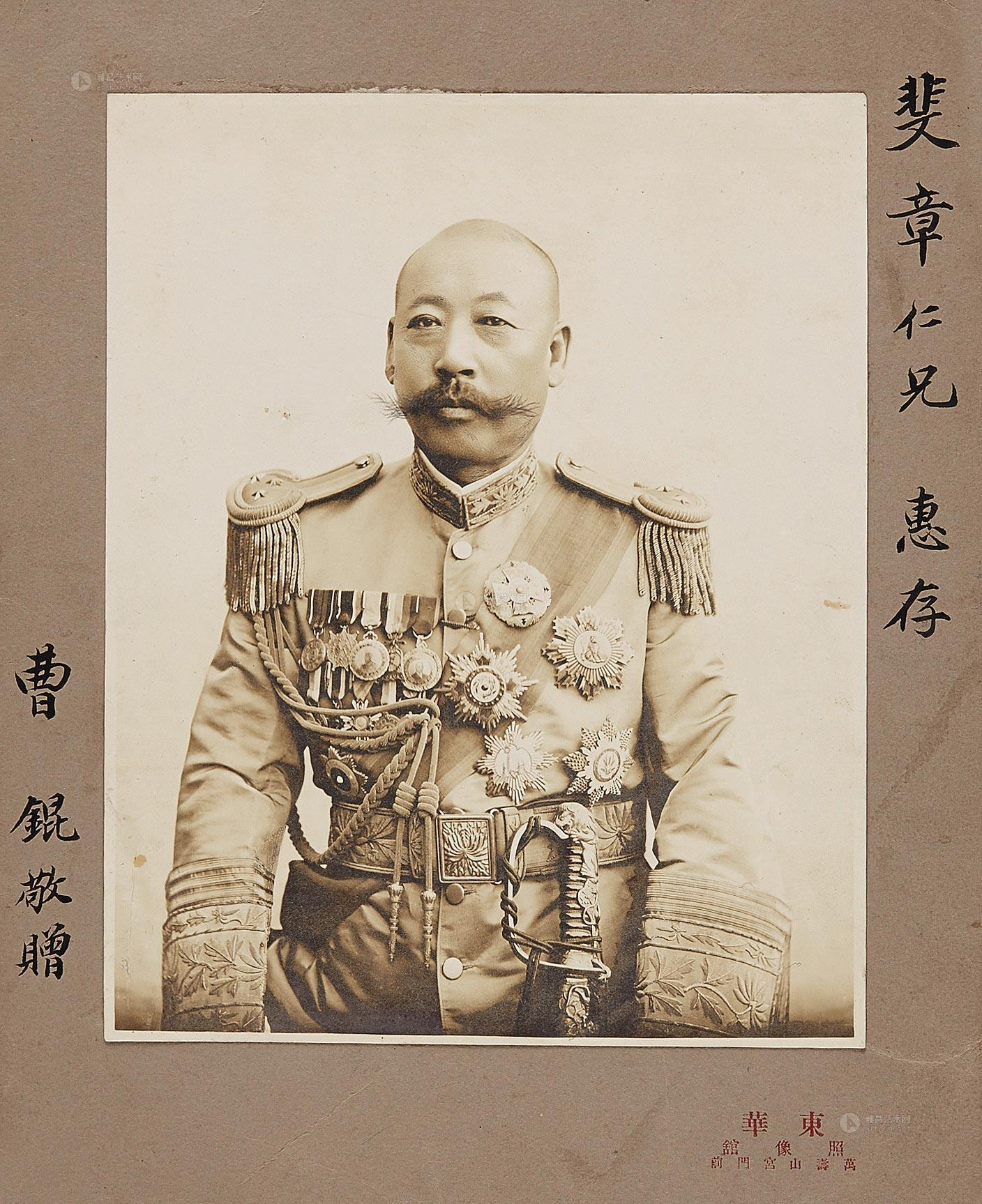
曹锟寄赠给他人的签名照

1923年6月，曹锟派人恐吓黎元洪，迫使黎元洪逃往天津，又派王承斌将黎元洪乘坐的火车在天津杨村站扣住，直到黎元洪交出大总统印并签署辞职书後才放行。曹锟利用內政總長高凌霨和議長吴景濂大批收买或威胁国会議員，每位投票议员以当时五两黄金收买，于1923年10月6日当选为中华民国大总统，被讥为“猪仔总统”、“贿选总统”。此后，由贿选国会起草并通过《中华民国宪法》，人称“曹锟宪法”、“贿选宪法”。1923年10月10日，该宪法由曹锟颁布实施。这部宪法是中国第一部正式颁行的宪法。

### 失勢下野
曹錕就任大总统后，直系的实权转由吴佩孚操控。1924年10月，第二次直奉战争爆发。随后，冯玉祥轉靠奉系，发动甲子政变，曹锟被软禁于中南海延庆楼，自此徹底失勢。
第二次直奉战争後北京政府的主導权由直系改归奉系。1926年4月9日，冯玉祥的部下鹿钟麟驅逐了段祺瑞，並释放被软禁的曹锟。其获释后旋即至河南投靠吴佩孚，繼於1927年赴天津租界隱居作寓公，自此淡出軍政界。
1937年卢沟桥事变後，日军占领天津，曾企图说服曹锟重出江湖组建亲日政府，但遭到曹锟的拒绝。1938年5月17日，曹锟因肺炎而病逝天津。
因其保持民族气节，国民政府主席林森在1938年6月14日發佈訓令，追赠曹锟为陆军一級上將，并发布褒揚令：

「故陸軍上將曹錕息影津沽，抱道自重，比歲以來，值寇勢之方張，遭奸佞之叵測，威脅利誘，逼迫紛乘，而該上將正氣凜然，始終峻拒，不撓不屈，通國具瞻，且於疾革彌留之際，以抗戰勝利為念，忠誠純篤，志節昭然，尤見軍人之風範，足垂奕祀之清芬，今者老成永逝，軫悼殊深，允宜明令褒揚，式資當世楷模，特先頒贈『華胄忠良』匾額一方，一俟寇氛靖平，再議飾終令典，凡其舊日僚屬，能斷志勵操矢忠報國者，並當一體宏獎，優予登用，藉示眷念忠貞淑濁揚清之至意，此令。」:49

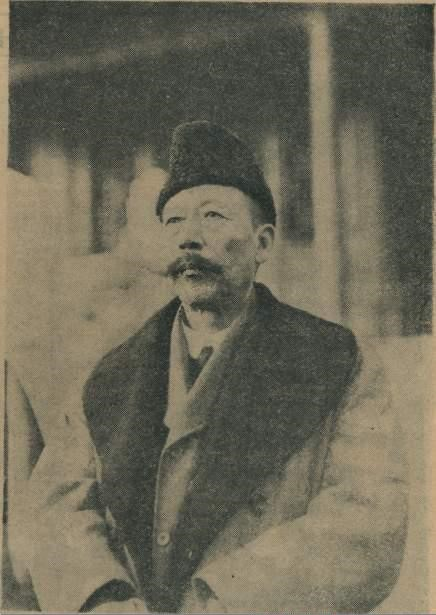
曹锟于河南开封举行六十五岁寿辰时之留影。

## 逸事
- 曹锟性情仁慈，辛亥革命時，部下曾經要斬首兩個革命黨人，曹锟假意掌摑，暗中把兩人放了。[12]

- 曹锟善待部屬，曾在寒冬購買皮毛耳套贈送官兵。也發現士兵喪父，即資以旅費，助其回家葬父。[12][13]

- 曹锟重視教育，敬重士人，1921年9月，驻保定的直鲁豫巡阅使曹锟奉北京政府教育部令，成立河北大学。校址位于保定西关。[14]这是一所综合性大学，在原保定农业专门学校的基础上扩建而成。[15]1931年，该大学停办解散。该大学和如今的河北大学无关。[14]曹锟经常说，自己就是一个推车卖布的老粗，什么都不懂，大学得靠教授。只要他在该校，就常在教授休息室等候，以问候下课的教授。教授的工资都是銀洋，本是直接發放，於是人手大洋，十分狼狽。曹锟命令用红纸包好，再用托盘呈送给教授。[15]他還在夏天的時候購置冰塊，放在教授休息室，讓教授解暑，且令工友在下课时间給教授們递茶水、送毛巾。曹锟見學生對教授不夠恭敬，召集學生說：「教授先生們都是我從十八行省禮聘，千求萬訪才來增進你們的腦袋。你若敢對我先生們無禮，也就是用不著腦袋；我就幫你的忙，拿下你的腦袋[13]。」

- 近年，曹錕孫女曹繼方表示，曹錕的生平長期被中國國民黨和政府歪曲[16]。

## 文化活動
曹錕下野後，究心書畫，同時也開始詩歌創作。尤其喜畫梅花，求畫者從不拒絕。每畫一幅，往往有題畫詩文。據統計，曹錕現存詠梅詩達百餘首之多。

## 家庭
父母及兄弟姐妹
- 父：曹本生，排船（即造木船）工人。生有五男二女。曹锟在兄弟姐妹中排行第三。[3]
- 大哥：曹镇，字馥庭。育有三子。[3]
- 大姐：曹大姑[3]
- 三弟：曹锐，字健亭[3]
  - 弟媳：严淑君[3]
  - 侄：曹士藻，曹锐的独子，曹锟嗣子[3]
- 四弟：曹钧，字秉权。育有四子一女。[3]
  - 侄：曹士杰[3]
  - 侄：曹士彤[3]
  - 侄：曹士誉[3]
  - 侄：曹士徵[3]
  - 侄女：曹士苓[3]
- 二妹：曹二姑[3]
- 五弟：曹锳，字子振[3]

妻妾及子女

曹锟有一妻三妾。育有三子四女
- 大夫人：郑夫人
  - 长女：曹某某（郑夫人所生，名字不详）
- 二姨太：高夫人
  - 次女：曹士熙（高夫人所生）
- 三姨太：陈寒蕊（1912年娶）[3]
  - 长子：曹士岳（陈夫人所生）[3]
  - 三女：曹士贞（陈夫人所生）
- 四姨太：刘凤玮（艺名九岁红，1918年娶）[3]
  - 次子：曹士岱（刘夫人所生，9岁夭折）
  - 三子：曹士嵩（刘夫人所生）[3]
  - 四女：曹士英（刘夫人所生）

## 纪念
- 光园，曹锟的公馆，位于河北省保定市区永华中路东侧
- 乐寿园，位于原保定城南公园内（今河北农业大学东区校内北侧，现为该校老干部处和老干部活动中心所在地），又名老农别墅，为在20世纪90年代（1922—1927年期间）的府邸，乐寿园现存南房、东西厢房，均为硬山前出廊建筑。南房面阔11间，东西厢房面阔各三间，占地面积为1200平方米，为四合院建筑格局，保存基本完好。门前立有四通石碑，分别为保定绅民商学会为曹锟所立的“乐寿园记”、曹锟撰写立石的 “乐寿老人”图章碑、“乐寿园”碑额、碑文。
- 曹锟旧居，位于天津市和平区南海路永健里1号
- 曹锟旧居，位于天津市和平区洛阳道
- 曹锟旧居，位于天津市河北区进步道

## 延伸阅读
- 王铁崖编，中外旧约章汇编 第三册，三联书店，1962年，第423－425页
- 程道德，中国近代外交与国际法，现代出版社，1993年

| 前任：朱家宝 | 直隷督軍1916年9月－1923年10月 | 繼任：王承斌（直隷督理） |

| 前任：（創設） | 川粤湘贛四省经略使1918年6月－1920年8月 | 繼任：（废止） |

| 前任：（創設） | 直魯豫三省巡阅使1920年8月－1923年10月 | 繼任：吴佩孚 |

| 前任：黎元洪 高凌霨（国务院摄行） | 大总統第六任 1923年10月－1924年11月 | 繼任：段祺瑞（临时执政） |